# Loi du rayonnement de Kirchhoff
 (septembre 2016).
La loi du rayonnement de Kirchhoff relie l'absorption et l'émission d'un radiateur réel en équilibre thermique. Elle exprime qu'émission et absorption sont liées.
Le physicien allemand Gustav Robert Kirchhoff formule cette loi en 1859 au cours de ses recherches sur la spectroscopie. Elle est la première pierre de l'étude du rayonnement bien avant la théorie des quanta de Max Planck.

## Notations
- La luminance monochromatique {\displaystyle L_{\Omega \nu }(\beta ,\varphi ,\nu ,T)} (unité : W m−2 Hz−1 sr−1) d'un corps de température T est le flux rayonné par unité de surface par ce corps à la fréquence ν dans la direction d'angle polaire β et d'azimut φ, par unité de fréquence et par unité d'angle solide. La luminance {\displaystyle L_{\Omega \nu }^{\circ }(\nu ,T)} d'un corps noir est indépendante de la direction et elle est exprimée par la loi de Planck.
- La luminance incidente monochromatique {\displaystyle K_{\Omega \nu }(\beta ,\varphi ,\nu )} (unité : W m−2 Hz−1 sr−1) est le flux reçu par une surface unité dans la direction d'angle polaire β et d'azimut φ, par unité de fréquence et par unité d'angle solide. L'éclairement est égal à la luminance du rayonnement ambiant. En particulier, si le corps est soumis au rayonnement à l'intérieur d'une cavité à rayonnement isotrope en équilibre thermique, la luminance et l'éclairement de ce corps sont déterminés par la loi de Planck.
- L'absorptivité monochromatique directionnelle {\displaystyle a_{\nu }^{\prime }(\beta ,\varphi ,\nu ,T)} (sans dimension) est la fraction de flux d'éclairement incident de fréquence ν absorbée dans la direction (β,φ) par un récepteur thermique de température T.
- L'émissivité monochromatique directionnelle {\displaystyle \varepsilon _{\nu }^{\prime }(\beta ,\varphi ,\nu ,T)} (sans dimension) est le rapport entre la luminance monochromatique d'un radiateur de température T à la fréquence ν dans la direction (β,φ) et celle d'un corps noir rayonnant à même température :

{\displaystyle \varepsilon _{\nu }^{\prime }(\beta ,\varphi ,\nu ,T)={\frac {L_{\Omega \nu }(\beta ,\varphi ,\nu ,T)}{L_{\Omega \nu }^{\circ }(\nu ,T)}}}.

## Expression
Soit un corps soumis au rayonnement d'une cavité rayonnante en équilibre thermique à la température T. Selon son coefficient d'absorptivité, le corps absorbera une partie du rayonnement incident. Afin de conserver l'équilibre, il doit cependant restituer dans la même direction et à la même fréquence l'énergie reçue, afin de remplacer l'énergie empruntée à la cavité. 
Pour la fréquence ν et selon la direction (β,φ) le flux absorbé est donné par :
{\displaystyle a_{\nu }^{\prime }(\beta ,\varphi ,\nu ,T)\cdot K_{\Omega \nu }(\beta ,\varphi ,\nu )=a_{\nu }^{\prime }(\beta ,\varphi ,\nu ,T)\cdot L_{\Omega \nu }^{\circ }(\nu ,T)}.
Le flux émis est donné par la luminance monochromatique du corps :
{\displaystyle L_{\Omega \nu }(\beta ,\varphi ,\nu ,T)}.
À l'équilibre thermique, les flux émis et reçus doivent être égaux :
{\displaystyle L_{\Omega \nu }(\beta ,\varphi ,\nu ,T)=a_{\nu }^{\prime }(\beta ,\varphi ,\nu ,T)\cdot L_{\Omega \nu }^{\circ }(\nu ,T)}.
Soit : 
| {\displaystyle {\frac {L_{\Omega \nu }(\beta ,\varphi ,\nu ,T)}{a_{\nu }^{\prime }(\beta ,\varphi ,\nu ,T)}}=L_{\Omega \nu }^{\circ }(\nu ,T)} |

On connaissait la loi de Kirchhoff sous cette forme dès le XIXe siècle (G.R. Kirchhoff, 1859). Dans le premier membre interviennent des grandeurs qui dépendent des propriétés particulières du corps considéré, tandis qu'on savait, par des considérations de thermodynamique en rapport avec le rayonnement des cavités rayonnantes, que la fonction au second membre est universelle, indépendante des propriétés du corps et ne dépend que de la longueur d'onde et de la température (« fonction de Kirchhoff »). Max Planck devait plus tard expliciter cette fonction, aujourd'hui appelée loi de rayonnement de Planck.
Cette formule montre également que la luminance monochromatique d'un corps dont l'absorptivité vaut 1 pour toutes les fréquences et dans toutes les directions, coïncide avec la luminance monochromatique du corps noir : le corps noir est un radiateur de Planck particulier.
Comme la luminance monochromatique d'un corps doit croître proportionnellement avec son absorptivité pour que le second membre reste constant, mais que l'absorptivité ne peut excéder 1, aucun corps ne peut rayonner davantage qu'un corps noir de même température.
Si l'on utilise cette propriété du corps noir comme étalon de rayonnement, en exprimant l'émission d'un corps réel à partir de la luminance monochromatique du corps noir,
{\displaystyle L_{\Omega \nu }(\beta ,\varphi ,\nu ,T)=\varepsilon _{\nu }^{\prime }(\beta ,\varphi ,\nu ,T)\cdot L_{\Omega \nu }^{\circ }(\nu ,T)},
la comparaison des flux émis et reçus donne 
{\displaystyle a_{\nu }^{\prime }(\beta ,\varphi ,\nu ,T)\cdot L_{\Omega \nu }^{\circ }(\nu ,T)=\varepsilon _{\nu }^{\prime }(\beta ,\varphi ,\nu ,T)\cdot L_{\Omega \nu }^{\circ }(\nu ,T)\Leftrightarrow a_{\nu }^{\prime }(\beta ,\varphi ,\nu ,T)=\varepsilon _{\nu }^{\prime }(\beta ,\varphi ,\nu ,T)}.
À l'équilibre thermique, les flux d'émission et d'absorption sont, pour chaque fréquence et dans chaque direction, égaux :
| {\displaystyle a_{\nu }^{\prime }=\varepsilon _{\nu }^{\prime }} |

Les bons récepteurs sont de bons émetteurs.
La loi de rayonnement de Kirchhoff s'applique en principe pour l'équilibre thermique, c’est-à-dire quand le rayonnement entre un corps et la source thermique qui échange avec lui s'est équilibré. Elle s'applique en général aussi avec un bon degré d'approximation aux corps qui ne sont pas en équilibre thermique avec l'ambiance, à condition que leur absorptivité et émissivité monochromatiques directionnelles ne varient pas dans ces conditions.
Elle s'applique également aux gaz ou aux milieux transparents (radiations dans l'atmosphère), mais avec une formulation légèrement différente du fait que les émissions et absorptions ne se font plus sur un élément de surface, mais le long d'un trajet optique :
- si une tranche gazeuse infinitésimale dz est soumise au rayonnement d'un corps noir B et est en équilibre thermique à la température T, elle absorbera une partie {\displaystyle \mu } du rayonnement incident {\displaystyle \Phi _{\mathrm {e} }} (pour une fréquence {\displaystyle \lambda } donnée, et le long d'une direction donnée) : {\displaystyle \mathrm {d} \Phi _{\mathrm {e} }=-\mu _{(\lambda ,T)}\cdot \Phi _{\mathrm {e} }\cdot \mathrm {d} z=-\mu _{(\lambda ,T)}\cdot \mathrm {B} _{(\lambda ,T)}\cdot \mathrm {d} z}
- étant par hypothèse en équilibre thermique, son émission propre {\displaystyle \epsilon } sur le trajet dz à la même température T doit être égale à son absorption pour chaque fréquence {\displaystyle \lambda } considérée : {\displaystyle \epsilon _{(\lambda ,T)}\cdot \mathrm {d} z=\mu _{(\lambda ,T)}\cdot \mathrm {B} _{(\lambda ,T)}\cdot \mathrm {d} z}
- par conséquent[3], l'émittance {\displaystyle \epsilon } doit être le produit du coefficient d'absorption µ et de l'intensité du rayonnement de corps noir B.

## Limitations

### Grandeurs intégrales du rayonnement
L'égalité des flux d'absorption et d'émission ne s'exprime en toute généralité que par le biais de l'absorptivité monochromatique directionnelle et de l'émissivité monochromatique directionnelle. Mais ces coefficients, qui décrivent l'absorption et l'émission pour une fréquence et dans une direction données, ne sont en général pas connus. En règle générale, on connaît seulement, pour chaque matériau, l' émissivité monochromatique hémisphérique {\displaystyle \varepsilon _{\nu }(\nu ,T)}, intégrée sur un demi-espace, le flux directionnel d'émission global {\displaystyle \varepsilon ^{\prime }(\beta ,\varphi ,T)}, intégré sur tout le spectre, ou encore l' émissivité hémisphérique {\displaystyle \varepsilon (T)}, intégré sur le demi-espace et sur toutes les fréquences. L'égalité de ces grandeurs avec les paramètres d'absorption correspondants ne s'applique alors qu'à des cas particuliers, surtout si les flux d'absorption directionnels dépendent aussi de la direction et de la fréquence du rayonnement incident, et donc ne sont pas, contrairement à l'émissivité, des coefficients liés aux propriétés du corps.
Les cas les plus importants pour lesquels la loi de rayonnement de Kirchhoff s'applique malgré cela, sont les suivants :
- pour les surfaces rayonnantes diffuses (ou rayonnant de façon isotrope) l'absorptivité hémisphérique est égale à l'émissivité monochromatique et à l'émissivité monochromatique hémisphérique :
{\displaystyle a_{\nu }(\nu ,T)=\varepsilon _{\nu }(\nu ,T)=\varepsilon _{\nu }^{\prime }(\nu ,T)} ;
- pour les surfaces rayonnantes grises (ou dont l'émissivité est indépendante de la fréquence) l'absorptivité directionnelle est égale au flux directionnel d'émission global et à l'émissivité directionnelle :
{\displaystyle a^{\prime }(\beta ,\varphi ,T)=\varepsilon ^{\prime }(\beta ,\varphi ,T)=\varepsilon _{\nu }^{\prime }(\beta ,\varphi ,T)} ;
- pour les surfaces rayonnantes grises et diffuses, l'absorptivité hémisphérique est égale à l'émissivité hémisphérique et à l'émissivité monochromatique directionnelle :
{\displaystyle a(T)=\varepsilon (T)=\varepsilon _{\nu }^{\prime }(T)}.

La loi de Lambert du rayonnement diffus décrit généralement avec une bonne précision le comportement des corps réels. La condition de corps gris est rarement satisfaite avec exactitude, mais on peut adopter cette hypothèse lorsque l'absorption et l'émission ne concernent qu'une petite partie du spectre pour laquelle on peut considérer l'émissivité comme constante.
- Les corps non métalliques (par ex. les corps non-conducteurs d'électricité, ou même les isolants, ou diélectriques) se comportent en général comme des radiateurs diffus. En outre, leur émissivité monochromatique directionnelle est dans de nombreux cas constante pour des longueurs d'onde supérieures à environ 1 à 3 μm. Pour le rayonnement dans le domaine des longues ondes (en particulier pour le rayonnement thermique à des températures qui ne sont pas trop élevées) les diélectriques peuvent souvent être considérés comme des corps gris diffus donc {\displaystyle a(T)\approx \varepsilon (T)}.
- Pour les métaux au contraire (c'est-à-dire pour les conducteurs électriques) la dépendance directionnelle de l'émissivité ne peut être, en règle générale, approchée par la loi du rayonnement diffus. Du reste, l'émissivité spectrale n'est pas constante pour les grandes longueurs d'onde, si bien qu'ils ne rayonnent pas non plus comme des corps gris ; donc en règle générale on a {\displaystyle a(T)\neq \varepsilon (T)}. Par ailleurs, une couche superficielle oxydée ou des impuretés peuvent rapprocher les propriétés des surfaces métalliques de celles des diélectriques.

Même les diélectriques ne peuvent plus être assimilés à des radiateurs gris dès lors que des courtes longueurs d'onde sont en jeu, en particulier dans le cas de l'absorption de rayonnement solaire (lumière blanche). Les diélectriques possèdent typiquement, pour des longueurs d'onde inférieures à 1 à 3 μm, une absorptivité faible et une émissivité relativement élevée. La lumière blanche appartient au domaine où leur absorptivité est négligeable, et sera donc, après intégration sur toute la plage fréquentielle, relativement peu absorbée ; l'énergie thermique appartient au domaine spectral des fortes émissivités, et sera donc, après intégration sur toute la plage fréquentielle, largement rayonnée. Cela vaut encore pour les métaux pour lesquels l'émissivité dans les courtes longueurs d'onde est souvent plus élevée que pour les grandes longueurs d'onde. Dans les deux cas, l'absorptivité globale et l'émissivité globale pourront prendre, selon les circonstances, des valeurs très différentes.
Le tableau suivant compare l'absorptivité hémisphérique globale a pour le rayonnement solaire et l'émissivité hémisphérique ε à T = 300 K pour quelques matériaux :
| Matériau              | a           | ε     |
| --------------------- | ----------- | ----- |
| Carton goudronné noir | 0,82        | 0,91  |
| Brique rouge          | 0,75        | 0,93  |
| Blanc de zinc         | 0,22        | 0,92  |
| Neige propre          | 0,20...0,35 | 0,95  |
| Chrome poli           | 0,40        | 0,07  |
| Or poli               | 0,29        | 0,026 |
| cuivre poli           | 0,18        | 0,03  |
| cuivre, oxydé         | 0,70        | 0,45  |

Les surfaces peintes en blanc peuvent rester relativement froides une fois exposées au rayonnement solaire (faible absorption du rayonnement, forte émission de chaleur). D'autre part, les tôles métalliques soumises à des traitements de surface particulier peuvent s'échauffer rapidement (absorptivité de 0,95, émissivité < 0,05, utilisation dans les capteurs solaires comme « piège à chaleur »). À la lumière du jour (c'est-à-dire dans le spectre solaire), les radiateurs peints en blancs peuvent apparaître clairs (faible absorption), tandis qu'ils émettent efficacement de la chaleur  dans les grandes longueurs d'onde (forte émission). La neige ne fondra que lentement au soleil (la lumière solaire appartient au domaine de faible absorptivité de ce corps), mais fondra plus rapidement sous le rayonnement thermique d'un mur (le rayonnement thermique appartient au domaine de forte émissivité, donc de forte absorptivité).

### Hors de l'équilibre thermique
L'égalité de l'absorptivité et de l'émissivité - doit être vérifiée dans les conditions d'équilibre thermique pour toute direction et toute fréquence. Lorsqu'on est hors d'équilibre thermique, des écarts peuvent être observés pour les raisons suivantes :
- par un phénomène de diffraction à la surface, le rayonnement incident peut être dévié dans d'autres directions, si bien que dans ces directions, le flux absorbé sera plus important que ce qui est admissible pour un corps noir (ε > 1). Il n'y a pas là cependant d'infraction de la loi de conservation de l'énergie puisque l'énergie supplémentaire est seulement redistribuée et est manquante ailleurs (selon une autre direction). L'énergie est conservée si l'on somme sur toute l'ouverture angulaire ;
- un corps optiquement non-linéaire (par exemple un corps fluorescent) peut absorber l'énergie d'une fréquence et la restituer selon une autre fréquence. Là encore il ne s'agit que d'une conversion : la conservation de l'énergie ne s'applique pas à une seule fréquence, mais à tout le spectre.

## Applications
Les bons réflecteurs absorbent peu de rayonnement, et sont donc eux-mêmes de mauvais radiateurs. C'est pourquoi les couvertures de survie sont souvent d'aspect réfléchissant, afin de perdre le moins possible de chaleur par rayonnement. Le revêtement interne des bouteilles thermos est rendu réfléchissant, afin, d'une part, de réfléchir le rayonnement thermique d'une boisson chaude pour lui restituer, et d'autre part de limiter son propre rayonnement thermique pour ne pas réchauffer une boisson fraîche.
Lorsqu'un four est chaud et maintenu en équilibre thermique, on ne peut rien distinguer à l'intérieur du four : les objets à l'intérieur du four qui absorbent bien la chaleur, la rayonnent également beaucoup. Les objets qui l'absorbent mal sont, ou bien transparents (les gaz), ou bien ils réfléchissent une partie du rayonnement qu'ils n'émettent pas eux-mêmes. Tous les accessoires du four exhibent donc la même luminance et ne peuvent donc être discernés du fait du rayonnement.
D'une manière générale : quand un corps de quelque étendue est en équilibre thermique avec le rayonnement thermique dans le vide, le rayonnement d'ensemble qu'il émet et réfléchit est toujours un rayonnement de corps noir (ce fait est généralement appelé seconde loi de Kirchhoff).
Un corps d'aspect transparent n'absorbe aucun rayonnement dans le spectre visible, et par conséquent il ne peut non plus émettre aucun rayonnement dans ce domaine du spectre. L'atmosphère, qui est transparente, ne peut rayonner aucune lumière visible après absorption de rayonnement thermique. La lumière émise par l'atmosphère provient soit d'impuretés, soit du rayonnement solaire diffusé par les molécules de l'air (diffusion) ou prend naissance à partir de phénomènes d'ionisation des molécules de gaz dans les couches supérieures de l'atmosphère (aurore boréale). Dans d'autres parties du spectre au contraire, des traces de gaz présentes dans l'air (vapeur, gaz carbonique, ozone) absorbent beaucoup d'énergie, qui ensuite engendrent un rayonnement thermique intense selon ces mêmes longueurs d'onde (gaz à effet de serre). Si nos yeux étaient sensibles à ces longueurs d'onde, l'atmosphère, parce qu'elle émet et rayonne simultanément, aurait l'aspect d'une brume lumineuse.

Les raies de Fraunhofer du spectre solaire proviennent de ce que les gaz des couches froides de la photosphère, ou de l'atmosphère terrestre absorbent certaines longueurs d'onde émise par les couches profondes de la photosphère. Si l'on observe un gaz dans des conditions où il émet de la lumière, cette lumière se résout en raie spectrales, dont les longueurs d'onde sont exactement celles des raies de Fraunhofer engendrées par ce gaz. Le gaz rayonne donc essentiellement selon certaines longueurs d'onde, et il absorbe aussi selon ces longueurs d'onde. 

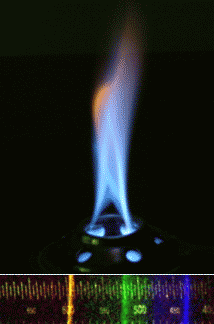
Le bleu d'une flamme et sa décomposition spectrale (la raie jaune à 600 nm pourrait provenir d'une impureté de sodium).

Les flammes de gaz chauds transparents ne rayonnent pas de lumière. Le bleu d'une flamme provient d'un rayonnement non-thermique de la molécule de gaz (voir photo ci-contre). Lors de la combustion, les transferts thermiques sont essentiellement dus au rayonnement de flamme, qu'il faut entretenir par le choix de conditions de combustion ou d'additifs appropriés. L'admission insuffisante d'oxygène provoque une combustion incomplète et la formation de suie noire, qui rayonne comme un corps noir (voir aussi l'article bougie). La production de suie peut également être contrôlée par recours à des hydrocarbures ou des poudres riches en carbone (carburation). Une flamme peut aussi rayonner sans suie, uniquement par les raies d'émission infrarouges des produits de combustion, de la vapeur d'eau et du dioxyde de carbone (gaz à effet de serre).
Cas où la loi de Kirchhoff ne s'applique pas :
- un émetteur froid (p. ex. une diode électro-luminescente, une fibre optique) émet pour certaines longueurs d'onde bien plus d'énergie par rayonnement qu'un corps noir de même température. Or, la loi de Kirchhoff n'autorise pas des émissivités supérieures à 1. Mais elle ne s'applique pas ici, car pour ces sources lumineuses, la lumière n'est pas émise par rayonnement thermique, mais selon d'autres lois physiques (voir l'article Luminescence).